# Шломо Караї
Шломо Караї (івр. שְׁלֹמֹה קַרְעִי, нар. 6 квітня 1982) — ізраїльський вчений і політик. Зараз він є членом Кнесету від партії «Лікуд» і обіймає посаду міністра зв’язку в тридцять сьомому уряді Ізраїлю.

## Життєпис
Шломо Караї народився в Рамат-Гані в релігійній родині і був найстаршим із сімнадцяти братів і сестер.
З кінця грудня 2022 року Караї обіймає посаду міністра зв’язку Ізраїлю.